# Тартт, Донна
Донна Луиза Тартт (англ. Donna Louise Tartt; род. 23 декабря 1963 года) — американская писательница, лауреат Пулитцеровской премии (2014) за роман «Щегол».

## Жизнь и карьера
Донна Тартт родилась 23 декабря 1963 года в городе Гринвуде (штат Миссисипи, США) и выросла в соседнем городке Гринейде. Старшая из двух дочерей. Её отец бывший музыкант и политик, а мать секретарь. В возрасте пяти лет Донна написала своё первое стихотворение, а первая её публикация увидела свет в «Литературном обозрении Миссисипи», когда ей было тринадцать лет.
В 1981 году поступила в университет Миссисипи и стала членом братства «Каппа Каппа Гамма», а в 1982 году, по совету преподавателей, перевелась в Беннингтонский колледж (штат Вермонт, США), специализирующийся в области «свободных искусств», где одним из её преподавателей был писатель и журналист Джо Макгиннис. В 1986 году окончила колледж по отделению классической филологии.
В 1992 году опубликовала первый роман «Тайная история» (англ. The Secret History), который стал бестселлером и был переведён на 24 иностранных языка.
В 2002 году вышел в свет второй роман «Маленький друг» (англ. The Little Friend).
В 2013 году был опубликован третий роман «Щегол» (англ. The Goldfinch). В следующем году этот роман был удостоен Пулитцеровской премии. Компании Warner Bros. и RatPac Entertainment приобрели права на экранизацию книги. В 2019 году вышел фильм «Щегол».
Тартт перешла в католицизм и написала эссе «Дух и писательство в светском мире» в сборнике «Роман, духовность и современная культура» (2000). В своём эссе Тартт пишет: «…вера играет важную роль в процессе создания моих произведений и в причинах, побуждающих меня их создавать». Однако Тартт также предупредила об опасности писателей, которые навязывают свои верования или убеждения в своих романах. Она пишет, что писатели должны «стесняться утверждать эти убеждения непосредственно в своих произведениях».
В апреле 2014 года журнал «Тайм» включил Донну Тартт в список «ста самых влиятельных людей мира».
На написание каждого своего романа она тратит порядка 10 лет.

## Личная жизнь
Тартт тщательно оберегает свою частную жизнь. Книжный тур каждые десять лет — это все, что она может себе позволить. Её дни посвящены писательскому труду. Она заявила в интервью 2013 года, что не ведет жизнь отшельника. Она миниатюрная женщина с ярко выраженным чувством стиля во внешности.
В 2016 году двоюродный брат Донны Тартт, офицер полиции Джеймс Ли Тартт, был убит при исполнении обязанностей.
В 2016 году издание «Virginia Living» сообщило о том, что Тартт встречается с владельцем фотогалереи Нилом Гумой. По информации портала, с 1997 года пара проживает совместно в Шарлоттсвилле.